# Тополовецу-Маре
Тополовецу-Маре (рум. Topolovățu Mare) — село у повіті Тіміш в Румунії. Входить до складу комуни Тополовецу-Маре.
Село розташоване на відстані 381 км на північний захід від Бухареста, 30 км на схід від Тімішоари.

## Населення
За даними перепису населення 2002 року у селі проживали 1143 особи.
Національний склад населення села:
| Національність | Кількість осіб | Відсоток |
| -------------- | -------------- | -------- |
| румуни         | 1006           | 88,0%    |
| серби          | 45             | 3,9%     |
| словаки        | 45             | 3,9%     |
| угорці         | 39             | 3,4%     |

Рідною мовою назвали:
| Мова      | Кількість осіб | Відсоток |
| --------- | -------------- | -------- |
| румунська | 1048           | 91,7%    |
| словацька | 37             | 3,2%     |
| сербська  | 32             | 2,8%     |
| угорська  | 23             | 2,0%     |